# Auslandsunterhaltsgesetz
Das Auslandsunterhaltsgesetz (AUG) dient unter anderem der Durchsetzung von Unterhaltsansprüchen gegenüber Unterhaltspflichtigen in anderen Staaten.
Zu diesem Zweck wird das Bundesamt für Justiz als Zentrale Behörde tätig (vor dessen Gründung lag die Zuständigkeit beim Bundesverwaltungsamt). Diese Zentrale Behörde betreut Verfahren mit ausländischen Staaten, mit denen keine internationalen Übereinkommen, sondern die Gegenseitigkeit vereinbart worden ist. Das betrifft im Wesentlichen die USA, Kanada und die Republik Südafrika.

## Zentrale Behörde

### Ziel
Ziel des Auslandsunterhaltsgesetzes ist es, die Verfolgung und Durchsetzung von Unterhaltsansprüchen im Ausland zu erleichtern, wenn völkerrechtliche Verträge bzw. internationale Übereinkommen nicht bestehen, aber mit dem betreffenden Staat die Gegenseitigkeit erklärt wurde. Derzeit ist die Gegenseitigkeit mit 48 amerikanischen Bundesstaaten, 11 kanadischen Provinzen und Territorien und der Republik Südafrika vereinbart. Grundsätzlich besteht nach dem Auslandsunterhaltsgesetz die Möglichkeit, Unterhaltsansprüche aus Verwandtschaft und aus der Ehe geltend zu machen. Dies beschränkt sich allerdings in der Praxis im Verhältnis zu den meisten Staaten der USA und den meisten Provinzen und Territorien Kanadas hauptsächlich auf die Geltendmachung von Kindesunterhalt. Verschiedentlich ist es möglich gleichzeitig mit dem Kindesunterhalt auch Ehegattenunterhalt geltend zu machen.

### Aufgabe
Aufgabe des Bundesamtes für Justiz (BfJ) ist es als Zentrale Behörde nach dem Auslandsunterhaltsgesetz von 1986 die Unterhaltsberechtigten bei der Durchsetzung ihrer Ansprüche zu unterstützen und fungiert dabei als Empfangs- und Übermittlungsstelle. Gemäß § 2 Abs. 1 AUG wird der Zentralen Behörde die Befugnis eingeräumt, direkt mit den im Ausland zuständigen Stellen zu korrespondieren.
Bei dem Verfahren wird zwischen ausgehenden und eingehenden Gesuchen unterschieden.

#### Ausgehende Gesuche

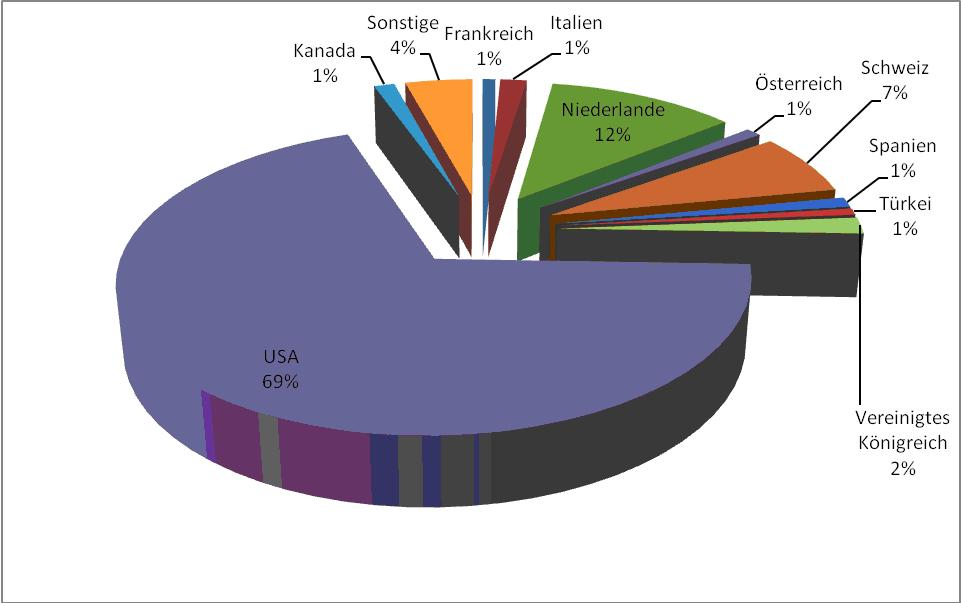
Übersicht aller ausgehenden Gesuche des Bundesamtes für Justiz

Unterhaltsberechtigte, die ihren gewöhnlichen Aufenthalt in der Bundesrepublik Deutschland haben, können ihre Unterhaltsansprüche, die auf gesetzlicher Grundlage beruhen (insbesondere Kindes- und Ehegattenunterhalt), durch Einreichen eines Gesuchs bei dem jeweils zuständigen Amtsgericht geltend machen.
Zum einen kann eine erstmalige Titulierung im Ausland beantragt werden, um einen gerichtlichen Anspruch auf Erlangung des Unterhalts zu erwirken. Weiterhin kann auch eine schon ergangene Entscheidung anerkannt und aus dieser im Ausland vollstreckt werden.
Nach erfolgreicher Prüfung der Erfolgsaussicht seitens des Gerichts sendet dieses das Gesuch mit einer Erfolgsaussichtsbescheinigung und den erforderlichen Übersetzungen in vierfacher Ausfertigung an das Bundesamt für Justiz. Die Zentrale Behörde leitet dieses an die im Ausland zuständige Stelle weiter und unterstützt im weiteren Verlauf die Korrespondenz zwischen den Antragstellern und den ausländischen Kontaktstellen.

#### Eingehende Gesuche

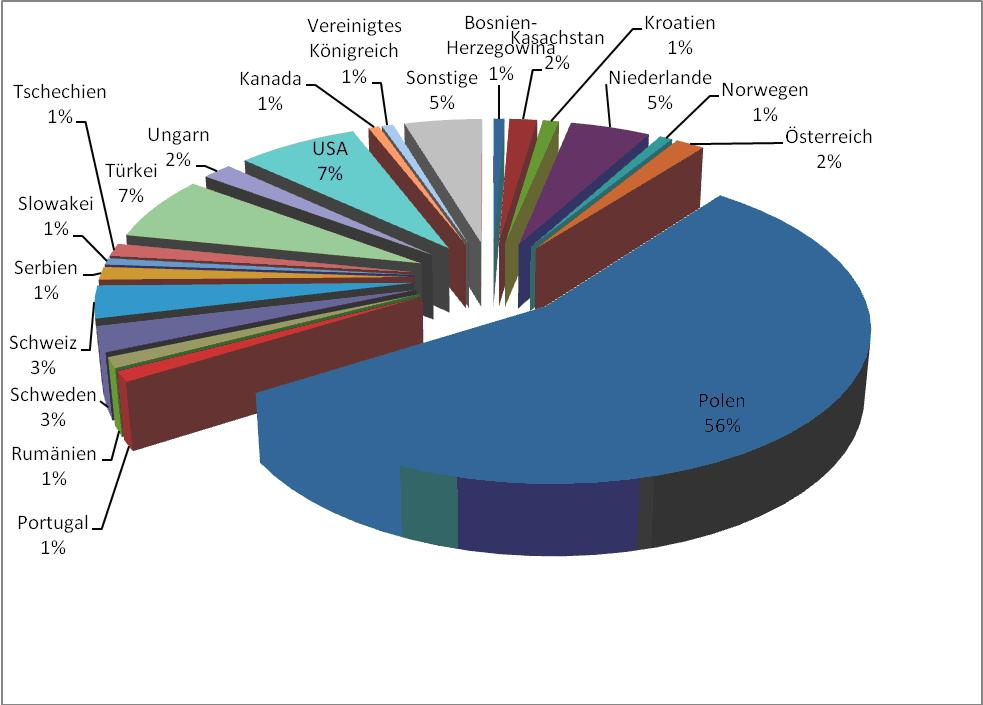
Übersicht aller eingehenden Gesuche des Bundesamtes für Justiz

Unterhaltsberechtigte, deren gewöhnlicher Aufenthalt sich in einem Staat befindet, mit dem die Gegenseitigkeit verbürgt ist, können über die für sie zuständige Zentrale Behörde in ihrem Aufenthaltsstaat ein Unterhaltsgesuch bei der Zentralen Behörde einreichen.
Bei Vollständigkeit des Gesuchs unternimmt sie alle geeigneten Schritte, um den Unterhaltsanspruch durchzusetzen. Bevor allerdings ein gerichtliches Verfahren angestrengt wird, bemüht sich die Zentrale Behörde eine freiwillige Unterhaltszahlung zu erreichen. Gemäß § 8 Abs. 2 AUG gilt die Zentrale Behörde als bevollmächtigt, im Namen des Unterhaltsberechtigten tätig zu werden.
Wird ein gerichtliches Verfahren notwendig, so wird dem Unterhaltsberechtigten gemäß § 9 AUG Prozesskostenhilfe gewährt, ohne dass dieser seine Bedürftigkeit nachweisen muss. Im Fall des Unterliegens in dem Prozess sind jedoch die dem Gegner entstandenen Kosten – praktisch gesehen im Wesentlichen die Kosten des gegnerischen Anwalts – zu erstatten (§ 123 ZPO).

## Hinweise zur Geltendmachung von Ansprüchen nach dem AUG
Die Antragsstellung auf Geltendmachung eines Anspruchs nach dem Auslandsunterhaltsgesetz erfolgt bei dem Amtsgericht am jeweiligen gewöhnlichen Aufenthaltsort des Unterhaltsberechtigten (§§ 3 und 4 AUG).
Das Amtsgericht
- nimmt das bereits abgefasste Gesuch entgegen oder
- nimmt das Gesuch zur Niederschrift eines Rechtspflegers entgegen,
- nimmt eine Vorprüfung des Gesuchs nach inhaltlicher Vollständigkeit und Vollzähligkeit der erforderlichen Anlagen vor,
- erteilt bei Vorliegen der Voraussetzungen eine richterliche Erfolgsaussichtsbescheinigung,
- übersendet die Unterlagen an die Zentrale Behörde AUG und
- führt die Korrespondenz zwischen der Zentralen Behörde AUG und dem Gesuchsteller.

Zu übersenden sind:
1. das Originalgesuch,
2. die Gesuchsanlagen jeweils in Urschrift, Ausfertigung oder beglaubigter Abschrift,
3. ggf. die richterliche Erfolgsaussichtsbescheinigung in Urschrift,
4. die von einem beeidigten Übersetzer gefertigten beglaubigten Übersetzungen der Schriftstücke zu 1., 2., 3. jeweils in Urschrift,
5. jeweils drei beglaubigte Abschriften der Schriftstücke zu 1., 2., 3. und 4.

Die unter Nr. 5 aufgeführten Unterlagen sind demnach insgesamt vierfach zu übersenden.
Notwendige und zweckmäßige Anlagen eines Gesuchs:
- Eidesstattliche Versicherung des Antragstellers bzw. seines gesetzlichen Vertreters hinsichtlich der Richtigkeit sämtlicher Angaben seines Gesuchs, sofern diese Versicherung nicht bereits im Gesuch enthalten ist,
- Nachweis der Vertretungsberechtigung für die Antragstellung (z. B.: Vollmacht eines Rechtsanwalts, Sorgerechtsentscheidung, Urkunde über eine wirksame Pfleger- oder Vormundbestellung),
- spezifizierte Unterhaltsrückstandsberechnung mit einer besonderen eidesstattlichen Versicherung,

Empfehlung
- Es wird die Vornahme einer Betragsumrechnung in die ausländische Währung unter Angabe des aktuellen Umrechnungskurses empfohlen.
- andere sachdienliche Schriftstücke, wie z. B.: Unterhaltsentscheidung, Scheidungsurteil, Vaterschaftsanerkennungsurkunde.

Übersetzungskosten und Prozesskostenhilfe
Die Übersetzungen des Gesuchs und der Anlagen sowie die Herstellung der erforderlichen Anzahl der zu übersendenden beglaubigten Abschriften hat entweder der Gesuchsteller zu veranlassen, der für die entstehenden Kosten ggf. Sozialhilfemittel beanspruchen kann, oder die Justizbehörde über die Kostenbefreiungsvorschrift des § 12 AUG.
Die an einem Verfahren nach dem Auslandsunterhaltsgesetz bisher beteiligt gewesenen Sozial- und Justizverwaltungsbehörden der einzelnen Bundesländer haben dieses Kostenproblem unterschiedlich gelöst. Die Zentrale Behörde hat auf dieses der Länderhoheit unterliegende Verfahren keine Einflussmöglichkeit.

## Zukünftige Rechtslage
Der Rechtsverkehr in Unterhaltsverfahren mit Auslandsbezug befindet sich derzeit im Umbruch. Die Rechtsgrundlagen, wie auch das Verfahren, werden sich in Kürze ändern. Der Rat der Europäischen Union hat zur Vereinfachung des innereuropäischen Rechtsverkehrs und im Hinblick auf die schutzwürdigen Interessen der Unterhaltsberechtigten, die Verordnung (EG) Nr. 4/2009 (UnterhaltsVO) geschaffen.
Um diese Ziele zu erreichen, bedurfte es durch die Verordnung umfassender Regelungen in den Bereichen des Rechtshilfeverkehrs, gerichtlicher Zuständigkeitsregelungen und auch Vorschriften zur vereinfachten Erlangung von Prozesskostenhilfe. Die größte Vereinfachung für die Antragsteller besteht in der Abschaffung des Exequaturverfahrens in fast allen Vollstreckungsmitgliedstaaten. Dies bedeutet, dass eine im Ursprungsmitgliedstaat ergangene Entscheidung direkt und ohne Einleitung weiterer Verfahren zur Vollstreckung gelangen kann.
Ein weiteres Anliegen des Gesetzgebers war es, die aktuell bestehende Rechtslage übersichtlicher zu gestalten. Daher enthält die UnterhaltsVO Konkurrenznormen, die die Geltung verschiedener Richtlinien, Verordnungen und Übereinkommen einschränken oder ganz ausschließen.
Die UnterhaltsVO verpflichtet die Mitgliedstaaten zur Schaffung eines flächendeckenden Netzes von Zentralen Behörden, die den Unterhaltsberechtigten helfend zur Seite stehen. Eine neue Aufgabe der Zentralen Behörden besteht darin, dass sie auch bestimmte Anträge der Unterhaltspflichtigen bearbeiten können.
Die Aufgabe der Zentralen Behörde liegt in Deutschland beim Bundesamt für Justiz. Die Zentralen Behörden sind nach der UnterhaltsVO ermächtigt, personenbezogene Daten der Unterhaltspflichtigen bei anderen Behörden und Institutionen abzufragen. Voraussetzung ist allerdings, dass die verpflichtete Person versucht, sich ihrer Unterhaltspflicht zu entziehen.
Die UnterhaltsVO tritt am 18. Juni 2011 in Kraft. Zum gleichen Zeitpunkt wird auch das zu ihrer Durchführung notwendige neue Auslandsunterhaltsgesetz in Kraft treten. Der deutsche Gesetzgeber hat es sich dabei zum Ziel gemacht, eine Vereinfachung der nationalen Rechtslage im Bezug auf den Auslandsunterhalt zu erreichen. So soll eine einheitliche Rechtsgrundlage für Unterhaltsfälle mit Auslandsbezug geschaffen werden.
Inwieweit sich die Rechtslage für Verfahren mit Staaten, die nicht Mitglied der Europäischen Union sind, ändern wird, wird die Zukunft zeigen. Bereits 2007 wurde das neue Haager Unterhaltsübereinkommen geschaffen, das bislang jedoch noch von keinem Staat ratifiziert wurde.

## Vertragsstaatenliste des AUG
Bekanntmachungen über die Feststellung der Gegenseitigkeit gemäß § 1 Abs. 2 des Auslandsunterhaltsgesetzes
| Land                           | Bekanntmachung BGB I bzw. II  | Datum der förmlichen Feststellung                                                      | Sonstiges                       |
| ------------------------------ | ----------------------------- | -------------------------------------------------------------------------------------- | ------------------------------- |
| Vereinigte Staaten von Amerika |                               |                                                                                        |                                 |
| Alabama, AL                    |                               |                                                                                        | noch kein Gegenseitigkeitsstaat |
| Alaska, AK                     | I, 1988 S. 1041               | 01.07.1988                                                                             |                                 |
| Arizona, AZ                    | I, 1988 S. 1784               | 27.09.1988                                                                             |                                 |
| Arkansas, AR                   | I, 1988 S. 1784               | 27.09.1988                                                                             |                                 |
| California, CA                 | II, 1987 S. 420               | 20.07.1987                                                                             |                                 |
| Colorado, CO                   | I, 1992 S. 1585               | 14.08.1992 beschränkt auf Kindesunterhalt                                              |                                 |
| Connecticut, CT                | II, 1987 S. 420               | 20.07.1987                                                                             |                                 |
| Delaware, DE                   | I, 1992 S. 991                | 11.05.1992                                                                             |                                 |
| District of Columbia, D.C.     |                               |                                                                                        | noch kein Gegenseitigkeitsstaat |
| Florida, FL                    | I, 1988 S. 1041               | 01.07.1988                                                                             |                                 |
| Georgia, GA                    | I, 1987 S. 2381               | 04.11.1987                                                                             |                                 |
| Hawaii, HI                     | I, 1988 S. 1784               | 27.09.1988                                                                             |                                 |
| Idaho, ID                      | I, 1987 S. 2381               | 04.11.1987                                                                             |                                 |
| Illinois, IL                   | I, 1987 S. 2381               | 04.11.1987                                                                             |                                 |
| Indiana, IN                    | I, 1993 S. 43                 | 16.12.1992                                                                             |                                 |
| Iowa, IA                       | I, 1993 S. 928                | 13.04.1993 Kindesunterhalt Ehegattenunterhalt nur i. V. m. Kindesunterhalt             |                                 |
| Kansas, KS                     | I, 1993 S. 928                | 13.04.1993                                                                             |                                 |
| Kentucky, KY                   | I, 1991 S. 1789               | 23.07.1991                                                                             |                                 |
| Louisiana, LA                  | I, 1988 S. 1784               | 27.09.1988                                                                             |                                 |
| Maine, ME                      | I, 1997 S. 155                | 07.01.1997                                                                             |                                 |
| Maryland, MD                   | I, 1987 S. 2381               | 04.11.1987                                                                             |                                 |
| Massachusetts, MA              | I, 1991 S. 2000               | 07.10.1991                                                                             |                                 |
| Michigan, MI                   | I, 1988 S. 1784               | 27.09.1988                                                                             |                                 |
| Minnesota, MN                  | I, 1991 S. 2000               | 07.10.1991                                                                             |                                 |
| Mississippi, MS                |                               |                                                                                        | noch kein Gegenseitigkeitsstaat |
| Missouri, MO                   | I, 1993 S. 928                | 13.04.1993                                                                             |                                 |
| Montana, MT                    | II, 1987 S. 420               | 20.07.1987                                                                             |                                 |
| Nebraska, NE                   | I, 1996 S. 1733               | 28.10.1996                                                                             |                                 |
| Nevada, NV                     | I, 1989 S. 1924               | 17.10.1989                                                                             |                                 |
| New Hampshire, NH              | I, 1996 S. 476                | 21.02.1996 beschränkt auf Kindesunterhalt                                              |                                 |
| New Jersey, NJ                 | I, 1988 S. 351                | 14.03.1988                                                                             |                                 |
| New Mexico                     | I, 1989 S. 372                | 24.02.1989                                                                             |                                 |
| New York, NY                   | I, 1991 S. 285                | 28.01.1991                                                                             |                                 |
| North Carolina, NC             | II, 1987 S. 420               | 20.07.1987                                                                             |                                 |
| North Dakota, ND               | II, 1987 S. 420               | 20.07.1987                                                                             |                                 |
| Ohio, OH                       | I, 1989 S. 1924               | 17.10.1989                                                                             |                                 |
| Oklahoma, OK                   | I, 1988 S. 1784               | 27.09.1988                                                                             |                                 |
| Oregon, OR                     | II, 1987 S. 420               | 20.07.1987                                                                             |                                 |
| Pennsylvania, PA               | I, 1989 S. 372                | 24.02.1989                                                                             |                                 |
| Rhode Island, RI               | I, 1990 S. 472                | 07.03.1990                                                                             |                                 |
| South Carolina, SC             | I, 2003 S. 364                | 25.02.2003 beschränkt auf Kindesunterhalt                                              |                                 |
| South Dakota, SD               | I, 1987 S. 2381               | 04.11.1987                                                                             |                                 |
| Tennessee, TN                  | I, 1987 S. 2381               | 04.11.1987                                                                             |                                 |
| Texas, TX                      | I, 1988 S. 1784               | 27.09.1988                                                                             |                                 |
| Utah, UT                       | I, 1993 S. 928                | 13.04.1993                                                                             |                                 |
| Vermont, VT                    | I, 1989 S. 372                | 24.02.1989                                                                             |                                 |
| Virginia, VA                   | I, 1992 S. 1585 I, 1993 S. 43 | 14.08.1992 16.12.1992 Kindesunterhalt, Ehegattenunterhalt nur i. V. m. Kindesunterhalt |                                 |
| Washington, WA                 | I, 1988 S. 351                | 14.04.1988                                                                             |                                 |
| West Virginia, WV              | I, 1988 S. 351                | 14.03.1988                                                                             |                                 |
| Wisconsin, WI                  | I, 1989 S. 372 I, 1992 S. 991 | 24.02.1989 11.05.1992 Kindes- und Ehegattenunterhalt                                   |                                 |
| Wyoming, WY                    | I, 1988 S. 1041               | 01.07.1988                                                                             |                                 |
| Kanada                         |                               |                                                                                        |                                 |
| Alberta                        | I, 1995 S. 25                 | 08.12.1994                                                                             |                                 |
| British Columbia               | I, 1989 S. 372                | 24.02.1989                                                                             |                                 |
| Manitoba, MB                   | II, 1987 S. 420               | 20.07.1987                                                                             |                                 |
| New Brunswick                  | I, 1988 S. 1784               | 27.09.1988                                                                             |                                 |
| Newfoundland und Labrador      | I, 1989 S. 372                | 24.02.1989                                                                             |                                 |
| Northwest-Territories, N.W.T.  | I, 1993 S. 2045               | 24.11.1993                                                                             |                                 |
| Nova Scotia                    | I, 1992 S. 1585               | 14.08.1992                                                                             |                                 |
| Ontario, ON                    | I, 1989 S. 1924               | 17.10.1989                                                                             |                                 |
| Prince Edward Island           | I, 1991 S. 883                | 27.03.1991                                                                             |                                 |
| Québec                         |                               |                                                                                        | noch kein Gegenseitigkeitsstaat |
| Saskatchewan                   | I, 1990 S. 472                | 07.03.1990                                                                             |                                 |
| Yukon Territory                | I, 1987 S. 2381               | 04.11.1987                                                                             |                                 |
| Südafrika                      |                               |                                                                                        |                                 |
| Südafrika                      | I, 1987 S. 2381               | 04.11.1987                                                                             |                                 |